# アムハラ民族民主運動
アムハラ民族民主運動（アムハラみんぞくみんしゅうんどう、英語: Amhara National Democratic Movement）はエチオピアにかつて存在した政党。略称はANDM。のちに改名し、消滅時の名称はアムハラ民主党だった。

## 概要
1982年、エチオピア人民革命党の元党員らによって結成。当時はエチオピア人民民主運動（Ethiopian People's Democratic Movement (EPDM)）と呼ばれ、特定の民族に依存せず、メンギスツ・ハイレ・マリアム政権の打倒を目指す組織の一つだった。1989年、ティグレ人民解放戦線(TPLF)を中心に結成されたエチオピア人民革命民主戦線(EPRDF)にオロモ人民民主機構(OPDO)、南エチオピア人民民主戦線(SEPDF)と共に加入。
民主化を果たした後の1994年、多民族政党からアムハラ人の民族政党への移行が決定され、党名はアムハラ民族民主運動（Amhara National Democratic Movement (ANDM)）へ改称された。2005年に行われたエチオピアの国政選挙（Ethiopian general elections）ではエチオピア人民革命民主戦線(EPRDF)の一部として参加し、EPRDFは527議席のうち327議席を占めた。2005年8月の州議会選挙では、アムハラ州議会の294議席中188議席を獲得し、2010年5月の州議会選挙では州議会の294議席すべてを獲得した。
2018年9月30日の年次会議で、アムハラ民主党（Amhara Democratic Party (ADP)）への改称を決定。2019年12月1日、アムハラ民主党はティグレ人民解放戦線を除く連邦議会に議席を持つ全ての政党と共に繁栄党を結成し、消滅した。